# Le Dévoluy
Le Dévoluy è un comune francese situato nel dipartimento delle Alte Alpi della regione della Provenza-Alpi-Costa Azzurra.
Le Dévoluy è stato istituito il 1º gennaio 2013, dalla fusione dei comuni di Agnières-en-Dévoluy, La Cluse, Saint-Étienne-en-Dévoluy e Saint-Disdier.
Il capoluogo è nella località di Saint-Étienne-en-Dévoluy. Nel territorio comunale sorge la stazione sciistica di SuperDévoluy.